# Національна асоціація україністів
Національна асоціація українознавців (НАУ) — громадська організація культурно-освітнього напряму, створена з метою сприяння розвиткові українознавства в Україні та зарубіжжі. Постала в жовтні 1989 з ініціативи колективів наукових установ АН УРСР, вищих навчальних закладів, творчих спілок і громадських організацій УРСР як республіканська організація українознавців. Сучасну назву отримала 1999.
НАУ підтримує постійні контакти з Міжнародною асоціацією україністів (МАУ) й науковими інститутами, культурними, творчими спілками, товариствами, державними органами; здійснює наукові дослідження спільно з ученими, діячами
культури й українознавчими центрами інших країн.

## Керівництво НАУ
Керівними органами НАУ є: 
- Національний конгрес українознавців
- Національний комітет українознавців
- президент НАУ
- бюро Національного комітету українознавців.

Національний конгрес українознавців скликається щотри роки. Норми представництва і порядок обрання делегатів встановлює Національний комітет українознавців, який обирає президента НАУ, бюро Національного комітету українознавців і ревізійну комісію НАУ, заслуховує й затверджує звіти Національного комітету українознавців та ревізійної комісії НАУ.

## Президенти НАУ
- І.Дзюба (1989-1993)
- В.Євтух (1993—1998)
- О.Мишанич (1999-2002)
- Г.Скрипник (з 2002)

## Основні напрямки діяльності
Метою діяльності НАУ є:
- планування і здійснення наукових досліджень спільно з ученими, діячами української культури та українознавчими науковими центрами інших країн;
- збирання, систематизація й поширення інформації про науково-дослідницьку роботу в галузі українознавства;
- апробація наукових проектів у галузі українознавства і сприяння їхній реалізації;
- підготовка українознавців та фахівців із суміжних дисциплін, зорієнтованих на вивчення українсько-інонаціональних історично-культурних контактів;
- забезпечення публікації результатів досліджень, надання допомоги українознавчим осередкам в інших країнах щодо видання наукової продукції;
- допомога зарубіжним українознавцям з питань методики викладання українознавчих дисциплін;
- сприяння організації і постійній діяльності в Україні літніх міжнародних шкіл українознавців, інших форм культурно-освітньої роботи для громадян зарубіжних країн;
- здійснення за участю Міністерства освіти і науки України, Міністерства культури і туризму України обміну студентами, аспірантами, вчителями шкіл і викладачами вузів для підвищення фахової кваліфікації;
- організацію читання нормативних курсів та спецкурсів у зарубіжних університетах з української мови, літератури, журналістики, фольклору, історії, філософії, етнології, археології, правознавства, інших гуманітарних і суспільних дисциплін;
- налагодження постійного обміну науковими виданнями з національними і регіональними асоціаціями українознавців;
- різноманітна добродійна діяльність та шефська робота.

НАУ має широку програму альтернативних і компенсаційних досліджень, мета якої — привернути увагу науковців, членів асоціації, зокрема молодих, до явищ, питань і проблем українського життя, культури та історії, обійдених, замовчуваних або сфальсифікованих у недавньому минулому чи й досі ігнорованих або неадекватно інтерпретованих. Це — 150 тем за розділами: історії, політології та нац. питання, мови, літератури, к-ри, філософії, релігії і Церкви, демографії, екології, економіки, природничих і точних наук. Діяльність НАУ спрямовується на організацію й проведення наукових конференцій, конгресів, симпозіумів та видавничої справи.

## Конференції, конгреси та симпозіуми
Першу конференцію на тему «Україна в сучасному світі», яка стала підготовчим етапом до 1-го конгресу МАУ, було проведено в червні 1990. У грудні того ж року відбулися конгрес НАУ і конференція на тему «Україна і Росія», на якій розглянуто широкий спектр економічних, політичних і культурних взаємин двох народів. НАУ провела низку наукових конференцій, конгресів та симпозіумів:
- «Основи історичних і культурних традицій у Східно-Центральній Європі: Білорусь, Литва, Польща, Україна» (Рим, квітень—травень 1990);
- «Рим-II», «Історія Білорусі, Польщі і України і їхні взаємовідносини» (Люблін, червень 1990);
- «Культура Півдня України» (Одеса, жовтень 1991);
- «Робітничий клас і національне питання» (Харків, грудень 1991);
- Міжнародний симпозіум «Леся Українка і світова культура» (Луцьк, вересень 1991);
- «Рим-III» — «Білорусь, Литва, Польща, Україна: держава, народ, суспільство, громадяни» (Кам'янець-Подільський, травень 1992), там само також проведено й Міжнародна наукова конференцію «Польща—Україна: історична спадщина і суспільна свідомість».
- З нагоди 110-ї річниці від дня народження В.Липинського проведено конференцію на тему: «В'ячеслав Липинський і сучасна Україна: наука, історія, політика» (Київ—Луцьк, червень 1992).
- Два форуми присвячено українсько-єврейським відносинам:
  - Міжнар. конференція «Проблеми українсько-єврейських відносин», Київ, червень 1991) та
  - конгрес «Ізраїль—Україна», у рамках якого проведено наукову конференцію, ділове спілкування підприємців, політиків, діячів культури, виступи митців і спортсменів (Тель-Авів, вересень 1992);
- "Етнічні меншини Східної і Центральної Європи (1993), ін.

Більшість цих заходів проведено за участю академічних інститутів, вузів України, зарубіжних наукових установ і товариств.

## НАУ як складова частина МАУ
НАУ як складова частина МАУ бере участь у підготовці й проведенні міжнародних конгресів україністів МАУ: (Київ, 1990), 2-го (Львів, 1993), 3-го (Харків, 1996), 4-го (Одеса, 1999), 5-го (Чернівці, 2002), 6-го (Донецьк, 2005), 7-го (Київ, 2008).
У серпні 2006 НАУ провела круглий стіл «Сучасна суспільно-політична ситуація в Україні: виклики та загрози державності».
НАУ підтримує постійні контакти з МАУ та науковими інститутами, культурними, творчими спілками, товариствами, державними організаціями, координує наукову і науково-організаційну діяльність з Українським історичним товариством (УІТ), Київським національним університетом імені Тараса Шевченка, Центральноукраїнським педагогічним університетом ім. В.Винниченка, Черкаським та Ніжинським педагогічними університетами, Переяслав-Хмельницьким педагогічним інститутом, Інститутом українознавства Міністерства освіти і науки України та іншими інституціями.
Під грифом НАУ опубліковано праці В.Жаботинського, Н.Кузякіної, І.Шульги, матеріали Міжнародної наукової конференції «Польща—Україна: історична спадщина і суспільна свідомість», науковий збірник, присвячений спадщині Д.Чижевського, «Діалог культур» та ін., матеріали міжнар. українознавчих конгресів. Вагомий резонанс у громадській свідомості здобуло видання 2-х фундаментальних праць відомого французького вченого Д.Бовуа «Шляхтич, кріпак і ревізор» та «Битва за землю в Україні 1863—1914: Поляки в соціоетнічних конфліктах». Випуск НАУ друкованої продукції здійснюється на підставі угод, укладених з відповідними підприємствами чи установами згідно з чинним законодавством. При НАУ від початку її діяльності функціонував Міжнародний університет українознавства. Від 1991 року працює Міжнародна школа україністики.
НАУ функціонує поряд з іншими національними асоціаціями україністів (польською, американською, канадською, німецькою, угорською та ін.), проте її місце і завдання, обсяг і характер роботи — особливі. НАУ взяла на себе вагому частку теоретичного і практичного забезпечення процесів національно-культурного відродження, відновлення історичної пам'яті, налагодження освіти на нових, патріотичних основах. Не дублюючи діяльність державних інституцій та інших громадських організацій, НАУ визначила для себе особливе місце серед структур, що покликані генерувати наукову і культурно-освітню роботу в Україні, потреба в якій у нових історичних умовах стала цілком усвідомленою, невідкладною і можливою. Площинами діяльності НАУ є конституювання українознавства як інтердисциплінарної цілісності, подолання відключеності гуманітарних наук в Україні від світової україністики, інтеграція української національної культури в культуру світову та залучення масиву зарубіжної української науки і культури до загальнонаціонального культурного процесу.